# Liste der Biografien/Bernt
Liste der Biografien |
Portal Biografien |
Personensuche
# |
A |
B |
C |
D |
E |
F |
G |
H |
I |
J |
K |
L |
M |
N |
O |
P |
Q |
R |
S |
T |
U |
V |
W |
X |
Y |
Z |
?
 
Ba |
Be |
Bd |
Bg |
Bh |
Bi |
Bj |
Bl |
Bm |
Bn |
Bo |
Br |
Bs |
Bu |
Bw |
By |
Bz
 
Bea–Beb |
Bec |
Bed |
Bee |
Bef |
Beg |
Beh |
Bei |
Bej |
Bek |
Bel |
Bem |
Ben |
Beo |
Bep |
Beq |
Ber |
Bes |
Bet |
Beu |
Bev |
Bew |
Bex |
Bey |
Bez
 
Bera |
Berb |
Berc |
Berd |
Bere |
Berf |
Berg |
Berh |
Beri |
Berj |
Berk |
Berl |
Berm |
Bern |
Bero |
Berq |
Berr |
Bers |
Bert |
Beru |
Berv |
Berw |
Berx |
Bery |
Berz
 
Berna |
Bernb |
Bernd |
Berne |
Bernf |
Berng |
Bernh |
Berni |
Bernk |
Bernl |
Bernn |
Berno |
Bernp |
Bernr |
Berns |
Bernt |
Bernu |
Bernw |
Berny |
Bernz
Die Liste der Biografien führt alle Personen auf, die in der deutschsprachigen Wikipedia einen Artikel haben. Dieses ist eine Teilliste mit 31 Einträgen von Personen, deren Namen mit den Buchstaben „Bernt“ beginnt.

## Bernt
- Bernt, Alois (1871–1945), sudetendeutscher Gymnasiallehrer und Germanist
- Bernt, Ferdinand (1876–1915), deutscher Schriftsteller böhmischer Herkunft
- Bernt, Franz (1867–1936), österreichisch-böhmischer Landwirt und Politiker (Deutschradikale Partei)
- Bernt, Josef (1770–1842), österreichischer Rechtsmediziner
- Bernt, Karl (1871–1952), deutscher Architekt
- Bernt, Reinhold (1902–1981), deutscher Schauspieler und Drehbuchautor
- Bernt, Rudolf (1844–1914), österreichischer Architekt und Maler
- Bernt, Walther (1900–1980), deutscher Ingenieur und Kunstwissenschaftler

### Bernth
- Bernth, Fanny Louise (* 1988), dänische Schauspielerin
- Bernth, Karl (1802–1879), böhmischer Dichter und Jurist
- Bernthal, Jon (* 1976), US-amerikanischer FilmschauspielerJon Bernthal (* 1976)

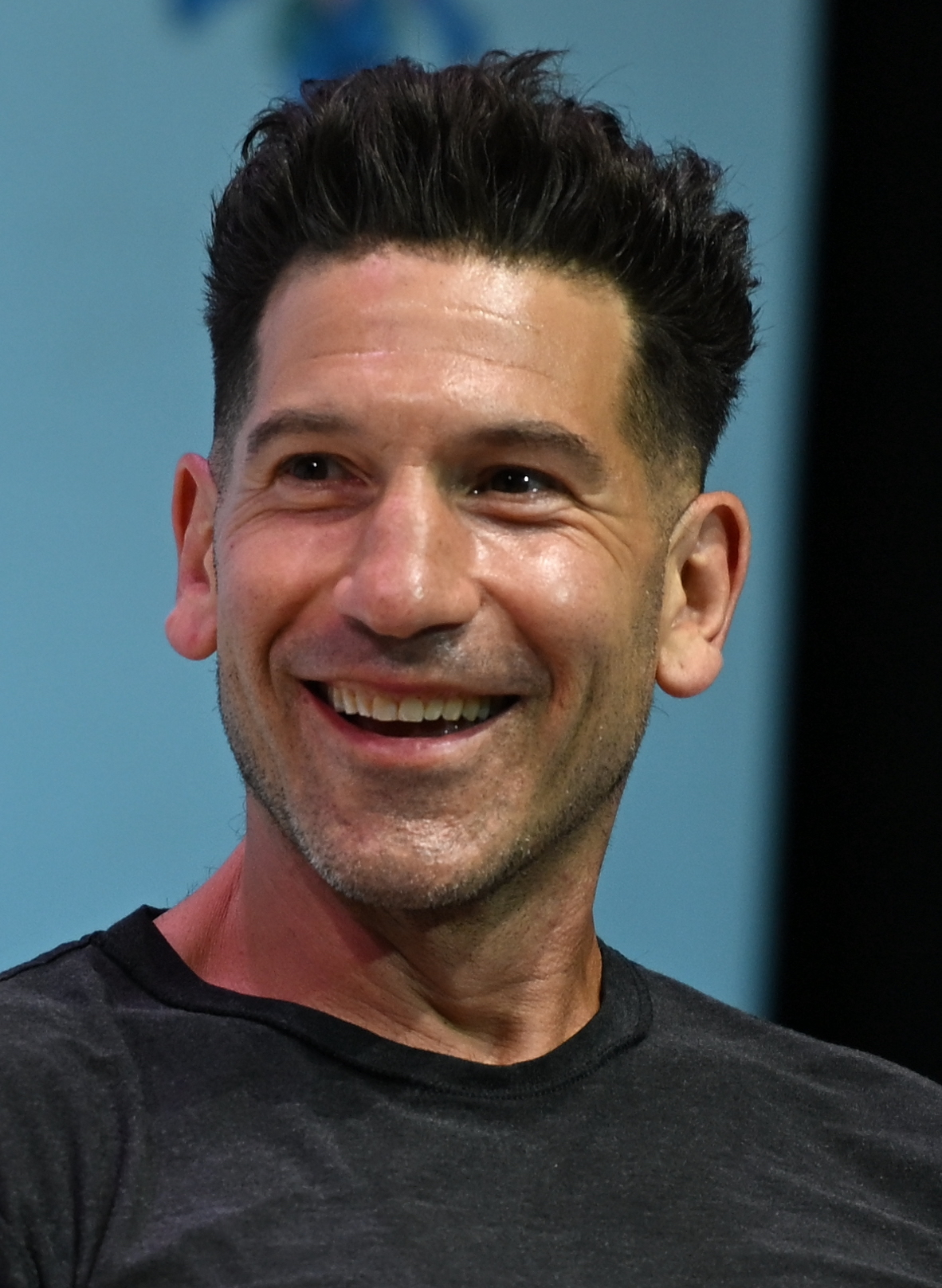
Jon Bernthal (* 1976)

- Bernthaler, Franz (1889–1945), österreichischer Widerstandskämpfer
- Bernthsen, August (1855–1931), deutscher Chemiker

### Bernts
- Berntsen, Bjarne (* 1956), norwegischer Fußballspieler und -trainer
- Berntsen, Bjørn Tore (* 1965), norwegischer Biathlet
- Berntsen, Einar (1891–1965), norwegischer Segler und Eisschnellläufer
- Berntsen, Gunnar (* 1977), deutscher Fußballtorwart
- Berntsen, Hedda (* 1976), norwegische Skirennläuferin und Freestyle-Sportlerin
- Berntsen, Ingrid (* 1978), norwegische Freestyle-Skisportlerin
- Berntsen, Klaus (1844–1927), dänischer Politiker, Mitglied des Folketing und Premierminister
- Berntsen, Mathias (* 1996), norwegischer Beachvolleyballspieler
- Berntsen, Merita (* 1969), norwegische Volleyball- und Beachvolleyballspielerin und Trainerin
- Berntsen, Ole (1915–1996), dänischer Segler
- Berntsen, Øyvind (* 1962), norwegischer Badmintonspieler
- Berntsen, Simen (* 1976), norwegischer Skispringer
- Berntsen, Thomas (* 1970), norwegischer Fußballspieler und Trainer
- Berntsen, Thorbjørn (* 1935), norwegischer Politiker, ehemaliger Umweltminister
- Berntsen, Tommy (* 1973), norwegischer Fußballspieler
- Berntsen, William (1912–1994), dänischer Segler
- Berntsson, Kristoffer (* 1982), schwedischer Eiskunstläufer

### Berntz
- Berntzen, Andrea (* 1998), norwegische Schauspielerin